# 粕谷紀子
粕谷 紀子（かすや のりこ、1952年〈昭和27年〉11月19日 - ）は、日本の漫画家。東京都大田区出身。
1975年、『夜明け』が『週刊少女コミック』4月20日号（小学館）に掲載されデビュー。代表作にいずれもテレビドラマ化された『離婚予定日』（2004年放送）、『私はシャドウ』（2011年放送）など。

## 作品リスト
- 人はそれを不倫と呼ぶ。-セレクトYOU 不倫編- (2)
- ママときどき子ども-セレクトYOU 親子編-(1)
- 結婚のリアル-セレクトYOU 結婚生活編-(2)
- 20世紀を彩った女たち
- 離婚予定日
- 私はシャドウ
- 風のゆくえ - 1985年、宝塚歌劇団『はばたけ黄金の翼よ』として舞台化
- 満月うさぎ
- テディベア
- 天使のため息
- Kissで合格
- 夫婦が指輪をはずすとき
- 准くんのジレンマな日々
- ショコラのめまい
- 森はなに色
- ブライダル・フェア―結婚見本市―
- Mr.グレイの手
- おとうさん どこ？
- フットライト
- 家族 貸します
- 忘れな荘をよろしく
- 飼い猫の夢見る荒野
- ハローグッバイ
- しあわせ指数
- 喝采が聞こえる
- ほーほーほ～たる来い！
- 必勝ファミリー
- もうひとつ花束
- 髪を切りましょうか